# اکسایش پرسولفات البس
اکسایش پرسولفات البس (انگلیسی: Elbs persulfate oxidation) یک واکنش آلی است که طی آن فنول‌ها در معرض پتاسیوم پرسولفات و در محیطی بازی، به پارا-دی‌فنول‌ها تبدیل می‌شوند.